# Elaeagia grandis
Elaeagia grandis là một loài thực vật có hoa trong họ Thiến thảo. Loài này được (Rusby) Rusby mô tả khoa học đầu tiên năm 1896.